# Herning
Herning város Dániában, a Midtjylland régióban, Herning községben található.

## Földrajz
Herning Jylland félsziget közepén található.

## Történelem
Herning városát az 1790-es években alapították meg, mint kereskedelmi központot. Eleinte textilipara jelentette a város fő gazdasági tevékenységét, manapság a város szerteágazóbb iparral rendelkezik. Herninget kétszer választották meg Dániában az év városának. 

## Turizmus
Herning főbb nevezetességei:
- Messecenter Herning: Dánia legnagyobb kiállítási csarnoka.
- Herning Art Museum: múzeum.

## Sport
Herning sportcsapatai:

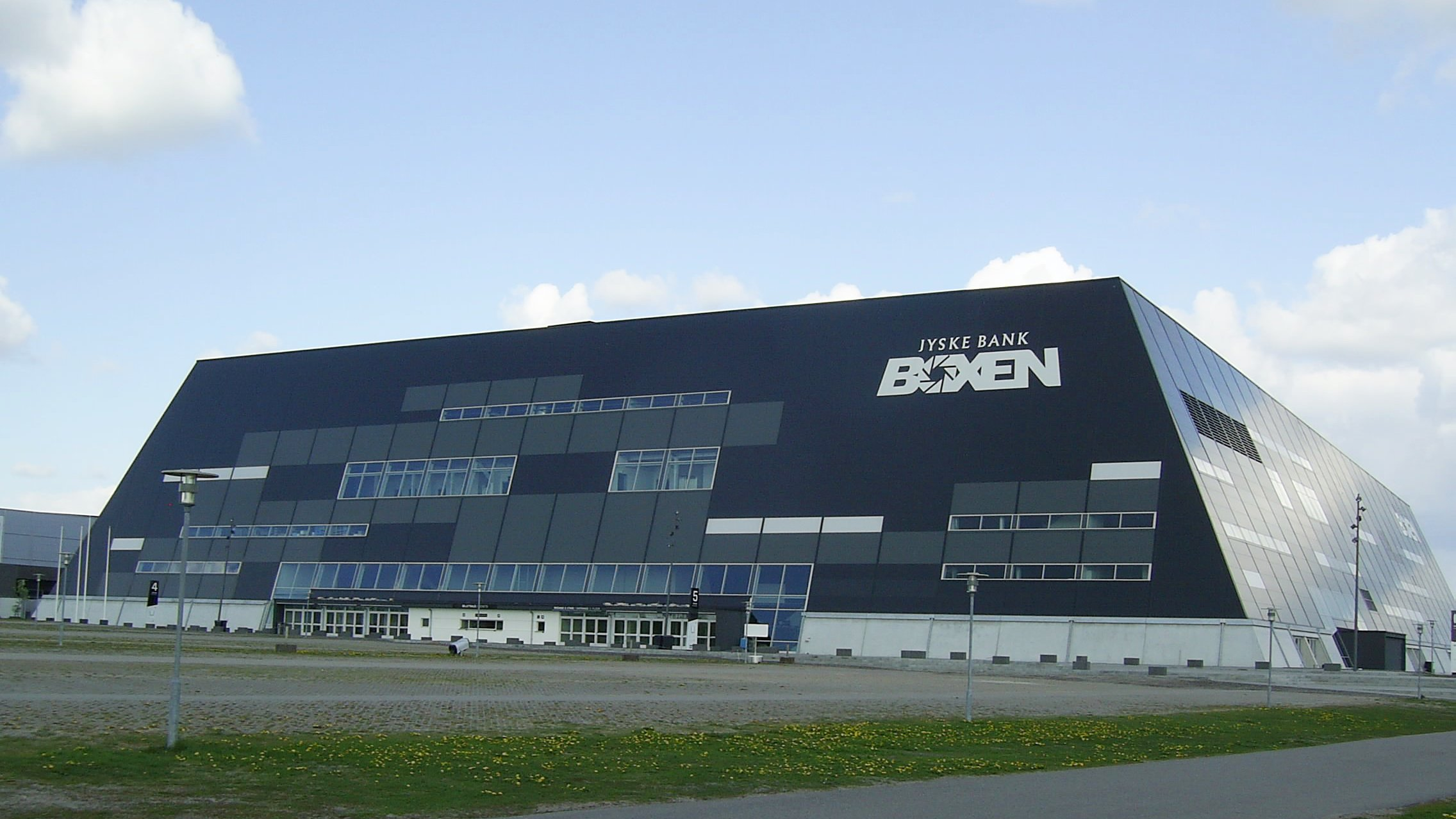
Jyske Bank Boxen

- FC Midtjylland: háromszoros dán bajnok labdarúgócsapat. Otthoni mérkőzéseit a MCH Arenaban játsszák.
- Herning Blue Fox: tizenhatszoros dán bajnok jégkorongcsapat. Otthoni mérkőzéseit a Jyske Bank Boxenben játsszák.

## Itt született
- Dorthe Nors (1970−), dán író
- Jesper Nøddesbo (1980–), dán kézilabdázó

## Testvérvárosok
Herning testvérvárosai a következők:
| - Arsuk - Countryside - Eiði - Holmestrand | - Husby - Kangasala - Siglufjörður - Vänersborg |